# L'Italia e la guerra mondiale
L'Italia e la guerra mondiale (inglese: Italy and the World War, 1920) è un'opera dello scrittore statunitense Thomas Nelson Page. Si tratta di un saggio storico sulla partecipazione dell'Italia alla prima guerra mondiale e sull'impatto che questo conflitto ha avuto sulla società italiana, narrati attraverso la visione dell'autore, ambasciatore statunitense in Italia dal 1913 al 1919. Con questa opera Page intendeva esaltare la nazione italiana nel suo insieme, il ruolo avuto dal Paese nel conflitto e difendere le ragioni del Governo Orlando alla conferenza di pace di Parigi in merito alle rivendicazioni territoriali sancite dal Patto di Londra.
Nei primi nove capitoli Page ripercorre la storia della coscienza nazionale italiana dall'età romana fino al Risorgimento, citando personalità come Dante Alighieri, Francesco Petrarca, Torquato Tasso, Napoleone Bonaparte, Giuseppe Mazzini, Giuseppe Garibaldi e Giosuè Carducci, e descrive la politica dell'Italia unita, approfondendo la partecipazione alla Triplice alleanza e la guerra italo-turca. Passato a narrare della Grande Guerra, l'autore descrive la difficile neutralità iniziale, il rapporto con i paesi della Triplice intesa e tutti i principali avvenimenti bellici del fronte italiano, ovvero le battaglie dell'Isonzo, la battaglia degli Altipiani, il disastro di Caporetto e la resistenza sul Piave, concludendo l'opera con un capitolo sulle difficoltà della nazione dopo il conflitto.

## Struttura
L'opera è costituita da ventitré capitoli più due appendici. Page inserì inoltre sei mappe per orientare il lettore.

### Capitoli
- I: Introduzione: La concezione della coscienza nazionale italiana
- II: La coscienza nazionale e la prima guerra per l'indipendenza
- III: L'Italia ottiene la sua unione
- IV: L'Italia tra Francia e Austria
- V: La Triplice alleanza
- VI: Italia e Balcani
- VII: Sotto la Triplice alleanza
- VIII: L'Italia e l'annessione della Bosnia ed Erzegovina
- IX: La guerra italo-turca e la Triplice alleanza
- X: La situazione dell'Italia allo scoppio della guerra
- XI: L'atteggiamento dell'Italia all'inizio della guerra
- XII: Situazione politica italiana nell'autunno del 1914
- XIII: Intrighi tedeschi e austriaci per mantenere l'Italia neutrale
- XIV: Condizioni in cui l'Italia è entrata in guerra
- XV: Il primo anno di guerra dell'Italia
- XVI: L'Italia e la causa Alleata nel 1916
- XVII: L'Italia nel periodo oscuro della guerra
- XVIII: L'opera dell'Italia nell'offensiva del 1917
- XIX: Il disastro di Caporetto
- XX: Il Patto di Londra e i principi del Presidente
- XXI: L'Italia e l'ultima campagna
- XXII: La vittoria dell'Italia e il crollo dell'Austria
- XXIII: Le difficoltà dell'Italia dopo la guerra

#### Appendici
- I: Testo dell'armistizio con l'Austria
- II: Testo del Patto di Londra

### Mappe
- 1. L'Unità d'Italia
- 2. Litorale istriano e dalmata con antico confine veneziano
- 3. L'Europa al tempo dell'entrata in guerra dell'Italia
- 4. Teatro della guerra italiana
- 5. L'offensiva del Trentino, maggio-giugno 1916
- 6. La guida austro-tedesca a Caporetto, ottobre 1917, Mostra le interruzioni nelle linee italiane